# غراهام ريد
غراهام ريد (بالإنجليزية: Graham Reed)‏ (24 يوليو 1961 بدونكاستر في المملكة المتحدة - ) هو لاعب كرة قدم بريطاني في مركز الهجوم. لعب مع روشدين ودايموندز ونادي بارنسلي ونادي نورثامبتون تاون ونادي كيترينغ تاون وفريكلي أثلتيك ‏ وAylesbury United F.C. ‏ ورجبي تاون.